# Кельменці
Ке́льменці — селище, районний центр Дністровського району Чернівецької області. Розміщене на автотрасі Чернівці—Сокиряни, 4 км північніше залізничної станції Ларга. Відстань до облцентру становить понад 88 км і проходить автошляхом Р63, який переходить у Н03. У селищі діє пункт контролю через державний кордон з Молдовою Кельменці—Ларга.

## Назва
Вперше село згадується в документах 1559 року під назвою «Келменци». Назва його кілька разів змінювалась. В 1642 році воно іменувалося «Келмешти», а в 1817 році «Келмещий».
За народною легендою першим на території сучасних Кельменців поселився корчмар на ім'я Кельман. Згодом рядом з корчмою з'явилося кілька будинків. Садибу корчмаря подорожні називали двором Кельмана, а людей, що служили в нього, кельменцями.

## Географія
Через селище тече річка Сурша, права притока Дністра. На території селища розташований водоспад Кельменецька Бульбона на річці Ромаданка.
Зі станції Ларга здійснюється пряме сполучення з Чернівцями, Новоселиця, Сокирянами, Кам'янцем Подільським, Гречанами (м. Хмельницький) — приміські поїзди. Швидкий поїзд Київ-Чернівці забезпечує сполучення з Вінницею та Києвом.

## Історія
У центрі селища, в урочищі Магала, знайдено поселення ранніх слов'ян так званої черняхівської культури (II—V століття н. е.).
У письмових джерелах під сучасною назвою згадується 1559 року — заснуванням Кельменців лихварем Кельманом.
Збереглися відомості про те, що з середини XVIII століття населення Кельменців належало до категорії царан. Земля, на якій вони поселилися, належала феодалу. Основним заняттям було землеробство і скотарство. За користування землею кельменчани працювали у маєтку феодала та виконували різні повинності. За Положенням 1749 року царани мали одробити 24 дні на рік, дати феодалу десятину від врожаю, від приплоду тварин, від бджіл тощо. Крім того, селян змушували сплачувати великі податки на користь держави: подушне, від майна тощо. З 1766 року за Правилами Г. Гіки кількість урочних днів зменшувалась до 12. Але обсяг роботи на день визначався такий, що його можна було виконати тільки за 3—4 робочі дні. Отже, фактично панщина збільшувалась у 2—3 рази. Згідно ж «Пунктів», виданих молдавським диваном у 1810 році, кожне тяглове господарство царан повинно було обробити півфальчі панського поля, скосити фальчу сінокосу, давати панові десяті свого врожаю, привезти віз дров, постачати по 2 курки, 100 дійних овець, по мітку пряжі, платити щорічно по 10 левів, за т. зв. Панські дні тощо. Насправді ж поміщик не дотримувався згаданих пунктів, а постійно збільшував повинності, жорстоко поводився з населенням. До того ж царани мали сплачувати і державні податки.
По закінченню Другої світової війни селище пережило голодомор 1946–1947 років.
З 1991 року в складі незалежної України.
17 липня 2020 року внаслідок адміністративно-територіальної реформи створено новий Дністровський район з адміністративним центром в селищі Кельменці.

## Населення
Станом на 1 січня 2022 року населення складало 6985 осіб.

### Мова
Розподіл населення за рідною мовою за даними перепису 2001 року:
| Мова            | Кількість | Відсоток |
| --------------- | --------- | -------- |
| українська      | 7664      | 95.72%   |
| російська       | 209       | 2.61%    |
| румунська       | 116       | 1.45%    |
| білоруська      | 5         | 0.06%    |
| угорська        | 2         | 0.03%    |
| єврейська       | 2         | 0.03%    |
| болгарська      | 1         | 0.01%    |
| інші/не вказали | 8         | 0.09%    |
| Усього          | 8007      | 100%     |

## Постаті
- Ковальчук Сергій Петрович (1973—2017) — молодший сержант Збройних сил України, учасник російсько-української війни.
- Магаляс Богдан Ігорович (нар. 1994) — молодший сержант Збройних сил України, відзначився у ході російського вторгнення в Україну, учасник російсько-української війни, Герой України з удостоєнням ордена «Золота Зірка».
- Паламар Олександр Олександрович (15.09.1991—8.08.2014) — сержант Збройних сил України. Командир відділення-командир машини ПВЗ, 24-а окрема механізована бригада. Загинув під м. Сніжне, Донецька область.
- Присакар Сергій Олександрович (1993—2024) — молодший сержант збройних сил України, учасник російсько-української війни.